# Mersin Arena
El Mersin Arena (en turco: Ankara 19 Mayıs Stadyumu) también llamado Estadio Olímpico de Mersin, es un estadio multipropósito ubicado en la ciudad de Mersin, Turquía. El estadio tiene una capacidad de 25 500 personas y es utilizado por el club de fútbol Mersin İdman Yurdu que disputa la Superliga de Turquía. 
El estadio fue la sede de las ceremonias de apertura y clausura de los Juegos Mediterráneos de 2013 disputados en Mersin entre el los días 18 y 30 de junio.